# Dirty.ru
dirty.ru — коллективный блог, один из самых первых созданный в рунете. В отличие от широко известных социальных сетей, dirty.ru предоставляет возможность голосовать за и против пользователей, комментариев и публикуемых материалов. Регистрация на сайте производится по приглашению от участников. Также есть возможность купить приглашение.
В настоящее время сайт представляет собой социальную сеть с тематическими сообществами (более 4000). Особенностью сообществ сети является возможность проведения выборов «президента» сообщества. Президент сообщества обладает расширенными возможностями по управлению и модерации внутри сообщества.

## История
Ресурс был основан Йованом Савовичем 22 ноября 2001 года как площадка, где пользователи могут делиться контентом или ссылками на него, а также публиковать материалы, авторами которых они сами и являются. Раньше возможность писать посты была не у всех, а лишь у получивших приглашение для регистрации от уже существующих пользователей (не считая периодических кратковременных акций, когда регистрация была открытой). Кроме того, в обсуждении материалов необходимо было соблюдать элементарные правила грамотности и вежливости по отношению к другим пользователям. Для преступивших эти догмы и забаненных на Большом Dirty в 2004 году появился раздел Лепрозорий. В 2007 году он стал отдельным сайтом. Среди известных участников Лепрозория можно назвать Артемия Лебедева (изгнан оттуда в 2008 году).
С Dirty в 2007 случилась «балканизация», процесс, по определению создателей ресурса, противоположный глобализации. Тогда регистрация на Dirty стала временно общедоступной, но вскоре вновь стала избирательной: количество желающих стать пользователями было слишком велико.
Dirty.ru прославился благодаря Photoshop-фестивалям — спонтанным или запланированным коллективным творческим процессам создания пользователями фотожаб и приколов на Dirty.

## Клуб АДМ
Анонимные Деды Морозы (АДМ) — акция среди пользователей Dirty, во время которой они делают друг другу подарки на Новый год. Нужно оставить свой почтовый адрес, тогда взамен вы получите случайный чужой, по которому вы должны выслать какой-нибудь подарок. Имя дарителя и получателя остается тайной. В 2020 — только 93.

## Тугеза
Тугеза — сообщество пользователей сайта dirty.ru, занимавшихся благотворительными проектами. Сообщество было организовано в 2010 году после широкой огласки случая с экстремальной посадкой самолета Ту-154 на аэродроме, который много лет безвозмездно поддерживал в рабочем состоянии Сергей Сотников. Под впечатлением от поступка этого человека пользователи решили отблагодарить Сергея Сотникова и подарить ему снегоход. У «Тугезы» было собственное сообщество, которое с 2016 года не активно. Название сообщества образовано с помощью англо-русской транслитерации от английского слова «together».

## День дохлой лошади
Так стал называться день, когда 7 июля 2010 года в процессе обновления ресурса на час была открыта регистрация. Во время технических работ на сайте висела картинка мертвой лошади. Поток новых пользователей был настолько огромным (за это время успело зарегистрироваться порядка 5000 пользователей), что спустя час с лишним регистрацию закрыли. Новых пользователей стали называть «детьми дохлой лошади».

По состоянию на апрель 2015 года посещаемость сайта составила 1240945 уникальных пользователей в месяц, которые за обозначенный период написали 17044 поста и 251839 комментариев. 202 сообщества обновлялись особенно активно за это время.
На сентябрь 2019 год регистрация закрыта, наблюдается устойчивый отток пользователей и рекламодателей с сайта.

## Статус пользователей и система модерации
С 2006 года у каждого пользователя есть возможность выразить своё мнение на сайте, поставив "+" или "-" комментариям и постам. Таким же образом можно выразить своё отношение к каждому отдельному пользователю на его странице. Из этих оценок складывается так называемая карма юзера. В некоторых сообществах есть ограничения по карме для постящих, оценивающих и комментирующих.
Также пользователь может получить в подарок или купить самостоятельно золотой аккаунт.

## Типология постов
Помимо ссылок на контент, пользователи пишут собственные авторские посты. Существует четыре формата постов.
- Пост-ссылка — самый краткий формат для переадресации на определенные вещи с других ресурсов либо публикации одного изображения, видео или текста.
- Пост-галерея — пост, в котором можно опубликовать практически неограниченное количество изображений и описать их с помощью слов в текстовом поле.
- Пост-статья обладает самыми широкими возможностями для оформления контента. В такой пост можно вставить фото, видео и аудиофайлы. Доступно деление текста на множество фрагментов, в каждом из которых можно использовать средства графического выделения символов.

Посты, оцененные другими пользователями в более чем сто плюсов и менее чем три минуса, становятся золотыми, а их автору дается звезда почета, которая отображается на странице профиля.

## Типология сообществ
Сообщества делятся на открытые и закрытые (по спискам, карме или иным признакам), с общедоступным контентом и отмеченным ограничением 18+, а также широко варьируются по темам.

## Графика
Символ Dirty, цыплёнок, был взят с одной из работ художника-сюрреалиста Джеффа Джордана. Кроме этого изображения, на каждой странице Dirty присутствовала гертруда.

## Награды
РОТОР:
- 2003 — «Интерактивный сайт года» — 2 место
- 2004 — «Блог года» — 1 место
- 2006 — «Блог года» — 1 место
- 2011 — «Коллективный блог года» — 1 место[10]

Антипремия рунета:
- 2011 — «Андерграунд года» — 2 место